# Scream (franchise)

Logo del franchise

Scream è un media franchise statunitense di genere slasher composto da sei pellicole cinematografiche e da una serie televisiva. È in fase di produzione il settimo film, mentre invece la serie televisiva è stata cancellata. Le persone chiave di questo franchise sono: Wes Craven, ideatore e regista dei primi film del franchise; Neve Campbell e David Arquette, attori protagonisti e poi secondari in vari film; e gli interpreti Roger L. Jackson e Courteney Cox, che sono i due soli membri del cast ad essere stati coinvolti in tutti i sei film della saga.
La trama dei film è incentrata su un serial killer travestito con un costume di Halloween e su una protagonista femminile che gli si oppone, ma che è anche il suo obiettivo principale: per questo è detta final girl. Ciascun film inizia con un omicidio o un'aggressione, per poi svilupparsi fino alla rivelazione dell'identità del killer e al suo scontro finale con la protagonista. La serie televisiva ha una trama totalmente indipendente rispetto a quella dei film, ma ne riprende ugualmente gli schemi narrativi.
Ispirato originariamente agli omicidi operati da Danny Rolling nel 1990, il franchise ha rilanciato il sottogenere slasher negli anni novanta, fondendo scene di violenza e tensione con elementi comici e parodistici.

## Lista dei film
| Film      | Uscita USA       | Uscita ITA        | Regia                                 | Sceneggiatura                 | Produzione                                                             |
| --------- | ---------------- | ----------------- | ------------------------------------- | ----------------------------- | ---------------------------------------------------------------------- |
| Scream    | 20 dicembre 1996 | 11 settembre 1997 | Wes Craven                            | Kevin Williamson              | Cary Woods, Harvey Weinstein e Cathy Konrad                            |
| Scream 2  | 12 dicembre 1997 | 10 settembre 1998 | Wes Craven                            | Kevin Williamson              | Wes Craven, Cathy Konrad, Harvey Weinstein e Marianne Maddalena        |
| Scream 3  | 4 febbraio 2000  | 1º settembre 2000 | Wes Craven                            | Ehren Kruger                  | Cathy Konrad, Kevin Williamson, Harvey Weinstein, & Marianne Maddalena |
| Scream 4  | 15 aprile 2011   | 15 aprile 2011    | Wes Craven                            | Kevin Williamson              | Wes Craven, Iya Labunka, & Kevin Williamson                            |
| Scream    | 14 gennaio 2022  | 13 gennaio 2022   | Matt Bettinelli-Olpin e Tyler Gillett | James Vanderbilt e Guy Busick | Paul Neinstein, William Sherak & James Vanderbilt                      |
| Scream VI | 10 marzo 2023    | 9 marzo 2023      | Matt Bettinelli-Olpin e Tyler Gillett | James Vanderbilt e Guy Busick | Paul Neinstein, William Sherak & James Vanderbilt                      |
| Scream 7  | 27 febbraio 2026 | 26 febbraio 2026  | Kevin Williamson                      | Guy Busick                    | Paul Neinstein, William Sherak & James Vanderbilt                      |

## Trama

Il serial killer Ghostface insegue le sue vittime in Scream 4

Attraverso i primi tre film, vengono rivelate parti di una storia accaduta prima dell'inizio della serie.
Maureen Roberts, madre di Sidney Prescott, trascorse degli anni a Hollywood, cercando di diventare un'attrice. Apparve in tre film horror con lo pseudonimo di Reena Reynolds. Durante un party a Hollywood, fu violentata da alcuni produttori cinematografici e rimase incinta di Roman Bridger. Dopo aver partorito, Maureen diede il figlio in adozione e lasciò Hollywood; tornò così a Woodsboro, dove conobbe e sposò Neil Prescott. I due ebbero una figlia, cui diedero il nome di Sidney. Né Neil né Sidney vennero a sapere che Maureen aveva un altro figlio. Intanto, Roman cresceva chiedendosi cos'era successo alla sua vera madre.
Quando Sidney aveva circa 16 anni, Roman trovò Maureen e andò da lei sperando di poter passare del tempo con lei, ma solo per scoprire che Reena Reynolds era "morta" e che aveva una nuova vita. Lei disse anche a Roman che lui era figlio di Reena, non suo, e che non voleva aver niente a che fare con lui. Il rifiuto rese Roman furioso, così iniziò a seguirla costantemente (a volte riprendendola di nascosto con una telecamera), scoprendo che non era la perfetta moglie e madre che fingeva di essere: aveva infatti relazioni segrete con diversi uomini, incluso Cotton Weary e Hank Loomis, padre di Billy Loomis (il fidanzato di Sidney). Roman rivelò tutto a Billy, e usando la sua creatività da regista, lo persuase a uccidere Maureen, facendo ricadere la colpa su Cotton. Con l'aiuto del suo migliore amico, Stu Macher, Billy seguì le istruzioni, e insieme uccisero la donna. Sidney, avendo intravisto qualcuno uscire da casa sua con indosso la giacca di Cotton Weary, testimoniò contro l'uomo, ritenuto quindi colpevole e condannato a morte.
Successivamente la trama continua con l'inizio del primo film.
Billy e Stu continuano i loro omicidi, massacrando chi li aveva feriti, come Casey Becker, che aveva lasciato Stu per un altro ragazzo. Iniziano poi a uccidere gli amici di Sidney come parte di un gioco con cui imitano le classiche "regole" dei film horror, con l'unico intento di isolare Sidney per ucciderla; ma vengono scoperti dalla giornalista Gale Weathers, che salva Sidney e successivamente quest’ultima li uccide.
Quando Sidney inizia il college, la madre di Billy comincia a meditare vendetta verso Sidney e Gale, coercendo uno degli amici della ragazza, Mickey Altieri, un serial killer psicopatico alla ricerca di fama. I nuovi killer iniziano presto a compiere omicidi sulla falsariga del nuovo film Squartati, riguardante gli omicidi di Woodsboro; ma i due falliscono, venendo uccisi da Sidney.
Durante le riprese dell'ultimo film della serie Squartati, Roman, regista del film, comincia a uccidere membri del cast per far uscire Sidney allo scoperto. Sidney riesce a colpirlo mortalmente, e Dewey Riley lo finisce sparandogli in testa. Sidney sembra poter continuare la sua vita.
Il quarto film riprende la storia 10 anni dopo i fatti avvenuti in Scream 3. Ghostface nel frattempo non si era fatto più vivo, mentre al cinema sono usciti nuovi sequel della serie Squartati. Sidney è diventata un'autrice di libri, e l'ultima tappa di un tour promozionale la riporta nella sua città natale, a Woodsboro, dove ritrova Dewey Riley e Gale Weathers, ora sposati. Con il ritorno di Sidney a Woodsboro riprendono anche gli efferati omicidi di Ghostface, che sceglie nuovamente di colpire il liceo locale, frequentato da Jill, giovane cugina di Sidney e figlia di Kate Roberts, e dalla sua migliore amica Kirby Reed.
Il quinto film è ambientato 25 anni dopo gli eventi del primo film e vedono un nuovo assassino travestito da Ghostface che prende di mira un gruppo di adolescenti facendo riaffiorare i fantasmi del passato di Woodsboro. Il bersaglio dell'assassino stavolta è Samantha "Sam" Carpenter, perseguitata dall'assassino perché quest'ultimo è a conoscenza del suo segreto, ovvero che Sam sia figlia di Billy Loomis. La vicenda coinvolge anche Linus, Gale e Sidney.
Il sesto film, ambientato circa un anno dopo gli eventi del quinto, è ambientato a New York. Sam si è trasferita nella grande città insieme alla sorella Tara e ai gemelli Mindy e Chad che cercano di proseguire i loro studi e dimenticare gli orrori vissuti a Woodsboro. Tuttavia, i quattro avranno a che fare con un nuovo Ghostface, più cruento e spietato che mai. La vicenda coinvolgerà anche Gale (ormai da sola dopo la morte di Linus e per l'assenza di Sidney) e Kirby Reed (sopravvissuta alla furia omicida del quarto film).

## Serie televisiva
| Stagione         | Episodi         | Uscita USA     | Uscita ITA      | Distribuzione USA | Distribuzione ITA |
| ---------------- | --------------- | -------------- | --------------- | ----------------- | ----------------- |
| Prima stagione   | 10              | 30 giugno 2015 | 22 ottobre 2015 | MTV               | Netflix           |
| Seconda stagione | 12 + 2 speciali | 30 maggio 2016 | 31 maggio 2016  | MTV               | Netflix           |
| Terza stagione   | 6               | 8 luglio 2019  | Inedita         | VH1               | Inedita           |

Logo della serie televisiva

Dal 2015 al 2019 su MTV e VH1 è stata trasmessa per tre stagioni una serie televisiva ispirata agli eventi dei film, appunto intitolata Scream e ideata da Jill Blotevogel, Dan Dworkin e Jay Beattie. Nel cast figurano Willa Fitzgerald, Bex Taylor-Klaus, John Karna, Amadeus Serafini, Connor Weil, Carlson Young, Jason Wiles e Tracy Middendorf. Tuttavia l'assassino, per motivi commerciali, utilizza una maschera diversa. Per la terza stagione si è tuttavia deciso di cambiare ambientazione, personaggi e trama, rendendo la serie a tutti gli effetti una serie antologica. Nella terza stagione (rinominata Scream: Resurrection) ricompare la maschera di Ghostface dai film del franchise e vanta il ritorno di Roger L. Jackson come doppiatore di Ghostface. In Italia la serie è distribuita su Netflix con sole le prime 2 stagioni più lo speciale di Halloween, formato da due episodi speciali. La terza stagione rimane inedita.

## Il film nel film: la saga diStab
Grande caratteristica di questa saga è la presenza di un film nel film: la saga di Stab (rinominata in italiano Squartati fino al quarto film mentre dal quinto viene mantenuto il titolo in inglese). Questa saga viene introdotta in Scream 2 e si presenta inizialmente come una saga basata sugli omicidi dei film precedenti (il primo Stab ha la trama del primo Scream) presentando quindi la stessa storia che ruota intorno a Sidney Prescott perseguitata da Ghostface per poi muoversi verso una direzione autonoma (sempre basata su un assassino mascherato da Ghostface). In diverse occasioni, è fortemente legata ai moventi delle uccisioni dei vari assassini: nel secondo film, costituisce la base della nuova catena di omicidi mentre nel quinto gli assassini agiscono per la delusione derivante dall'ultimo capitolo della saga. Nei 5 film vengono mostrati 5 di 8 film in totale (Stab in Scream 2, Stab 3 - Ritorno a Woodsboro in Scream 3, Stab 6 e Stab 7 in Scream 4 e Stab 8 in Scream del 2022).

## Le regole
Questa saga si caratterizza per l'enunciazione di determinate regole per sopravvivere in un film horror. Ogni film presenta diverse regole. Queste regole vengono enunciate da Randy Meeks nei primi 3 film, da Charlie Walker e Robbie Mercer nel quarto film, da Linus Riley nel quinto film e da Mindy Meeks-Martin nel sesto film.
Regole di un film horror (Scream)
- Non si deve mai fare sesso. Sesso = morte;
- Mai ubriacarsi o drogarsi. È peccato per estensione della prima regola;
- Non dire mai "Torno subito" perché non si tornerà più indietro.

Regole del sequel di un horror (Scream 2)
- Il numero dei morti aumenta;
- Gli omicidi sono sempre più elaborati con più sangue e più violenza: una carneficina;
- Mai e poi mai pensare che il killer sia morto.

Regole del capitolo finale di una trilogia horror (Scream 3)
- Non basta sparare al killer o pugnalarlo. Per ucciderlo bisogna decapitarlo, congelarlo o farlo saltare in aria;
- Chiunque può morire, anche il personaggio principale;
- Il passato tornerà con i suoi spettri.

Regole di un remake di film horror (Scream 4)
- Chiunque può morire, anche le vergini.
- Gli omicidi diventano più estremi;
- L'assassino filma i suoi omicidi per pubblicarli online, per aver maggiore fama.

Regole di un requel di un film horror (Scream (2022))
- Non fidarsi mai dei fidanzati;
- L'assassino ha sempre qualcosa a che fare con il passato;
- La prima vittima ha un gruppo di amici di cui l'assassino solitamente fa parte.

Regole di una saga horror (Scream VI)
- Tutto è in aumento (maggiore budget, maggior numero di attori);
- Tutto accade all'opposto di come è avvenuto prima;
- Nessuno è più al sicuro, né i personaggi storici né quelli nuovi.

## Personaggi e interpreti

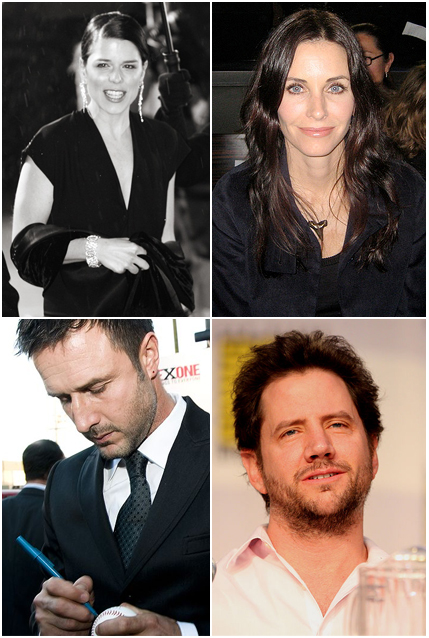
I protagonisti della saga (da sinistra, in senso orario): Sidney Prescott (Neve Campbell), Gale Weathers (Courteney Cox), Randy Meeks (Jamie Kennedy) e Linus Riley (David Arquette).

- Sidney Prescott (film 1-5, 7 in corso), interpretata da Neve Campbell e doppiata da Laura Lenghi:
È la protagonista della serie nonché l'obiettivo principale di Ghostface, che vuole uccidere lei e le persone che le stanno vicino.
- Ghostface (film 1-in corso), interpretato da Roger L. Jackson (voce) e doppiato da Carlo Valli:
È il serial killer, impersonato da Billy Loomis (Skeet Ulrich) e Stu Macher (Matthew Lillard) nel primo film, da Mickey (Timothy Olyphant) e la signora Loomis (Laurie Metcalf) nel secondo, da Roman Bridger (Scott Foley) nel terzo film, nel quarto da Jill Roberts (Emma Roberts) e Charlie Walker (Rory Culkin), nel quinto film, da Richie Kirsh (Jack Quaid) e Amber Freeman (Mikey Madison), mentre nel sesto dal detective Bailey (Dermot Mulroney), Quinn Bailey (Liana Liberato) e Ethan Landry (Jack Champion)
- Linus Riley (Dwight "Dewey" Riley, in lingua originale) (film 1-5, 7 in corso), interpretato da David Arquette e doppiato da Oreste Baldini:
È vice-sceriffo di Woodsboro e fratello della migliore amica di Sidney nel primo film. Diventa sceriffo in Scream 4 e disoccupato in Scream (2022).
- Gale Weathers (film 1-in corso), interpretata da Courteney Cox e doppiata da Cinzia De Carolis:
È una giornalista che segue da vicino gli omicidi di Ghostface. Il suo lato più umano prevale su quello cinico quando si innamora di Linus.
- Cotton Weary (film 2-3, guest 1), interpretato da Liev Schreiber e doppiato da Danilo De Girolamo:
È stato il primo sospettato di essere il serial killer, quando viene scagionato cerca in tutti i modi di trarre profitto dalla disavventura vissuta.
- Randy Meeks (film 1-2, guest 3), interpretato da Jamie Kennedy e doppiato da Alberto Caneva:
È un giovane geek appassionato di cinema horror, nella prima trilogia è lui a dettare le "regole" per i film slasher.

## Accoglienza

### Incassi
| Film      | Debutto nelle sale | Incassi ($)  | Incassi ($)    | Incassi ($) | Budget ($)  | Note  |
| Film      | Debutto nelle sale | Nord America | Internazionale | Mondiale    | Budget ($)  | Note  |
| --------- | ------------------ | ------------ | -------------- | ----------- | ----------- | ----- |
| Scream    | 20 dicembre 1996   | 103 046 663  | 70 000 000     | 173 046 663 | 14 000 000  | [ 3 ] |
| Scream 2  | 12 dicembre 1997   | 101 363 301  | 71 000 000     | 172 363 301 | 24 000 000  | [ 4 ] |
| Scream 3  | 4 febbraio 2000    | 89 143 175   | 72 691 101     | 161 834 276 | 40 000 000  | [ 5 ] |
| Scream 4  | 15 aprile 2011     | 38 180 928   | 59 050 492     | 97 231 420  | 40 000 000  | [ 6 ] |
| Scream    | 14 gennaio 2022    | 81 641 405   | 56 102 519     | 137 743 924 | 24 000 000  | [ 7 ] |
| Scream VI | 10 marzo 2023      | 108 391 107  | 60 800 000     | 169 191 107 | 35 000 000  | [ 8 ] |
| Totale    | Totale             | 521 766 579  | 389 644 112    | 911 410 691 | 177 000 000 | -     |

### Critica
| Film      | Rotten Tomatoes        | Rotten Tomatoes         | Metacritic             |
| Film      | Critica più autorevole | Totale                  | Metacritic             |
| --------- | ---------------------- | ----------------------- | ---------------------- |
| Scream    | 64/100 (25 recensioni) | 78/100 (87 recensioni)  | 65/100 (25 recensioni) |
| Scream 2  | 91/100 (22 recensioni) | 82/100 (85 recensioni)  | 63/100 (22 recensioni) |
| Scream 3  | 39/100 (36 recensioni) | 43/100 (126 recensioni) | 56/100 (32 recensioni) |
| Scream 4  | 61/100 (56 recensioni) | 60/100 (191 recensioni) | 52/100 (32 recensioni) |
| Scream    | 62/100 (55 recensioni) | 76/100 (293 recensioni) | 60/100 (49 recensioni) |
| Scream VI | 65/100 (57 recensioni) | 77/100 (281 recensioni) | 61/100 (53 recensioni) |

## Riconoscimenti
- 1997 – Saturn Award
  - Miglior film horror a Scream
  - Miglior attrice a Neve Campbell per Scream
  - Miglior sceneggiatura a Kevin Williamson per Scream
- 1997 – Gérardmer Film Festival
  - Grand Prize a Scream
- 1997 – International Horror Guild
  - Miglior film a Scream
- 1997 – MTV Movie Awards
  - Miglior film a Scream
- 1998 – ASCAP Award
  - Top Box Office Films a Scream e Scream 2
- 1998 - Blockbuster Entertainment Awards
  - Miglior attore in un film horror a David Arquette per Scream 2
  - Miglior attrice in un film horror a Neve Campbell per Scream 2
  - Miglior attore non protagonista in un film horror a Jamie Kennedy per Scream 2
- 1998 – MTV Movie Awards
  - Miglior performance femminile a Neve Campbell per Scream 2
- 2000 – Bogey Awards
  - Bogey Award a Scream 3
- 2000 – International Monitor Awards
  - Miglior grafica a Scream 3
- 2000 – Teen Choice Awards
  - Miglior chimica tra due attori a Courteney Cox e David Arquette per Scream 3
- 2001 – Blockbuster Entertainment Awards
  - Miglior attore in un film horror a David Arquette per Scream 3
  - Miglior attrice in un film horror a Neve Campbell per Scream 3